# Rich Homie Quan
Декуанте́с Девонте́й Лама́р (англ. Dequantes Devontay Lamar; 4 октября 1989, Атланта, Джорджия, США — 5 сентября 2024, Атланта, Джорджия, США), более известный под псевдонимом Rich Homie Quan (рус. Рич Хо́уми Куа́н) — американский рэпер и певец. Был подписан на инди-лейбл T.I.G. Entertainment. В художественном отношении на Рич Хоуми Куана повлиял южный хип-хоп, в частности такие исполнители, как Янг Джизи, Гуччи Мейн, Ти-Ай, Лил Буси, Лил Уэйн, Кило Али, Outkast и Goodie Mob.

## Биография

### Ранние годы
В школе Ламар был «тихим мальчиком», проявляющим интерес к поэзии. Он проявлял особый интерес к чтению, литература была его любимым предметом.
Рич Хоуми Куан четыре года играл в бейсбол во время обучения в атлантской старшей школе имени Рональда Макнейра, и мог стать профессионалом. Продолжил играть на университетском уровне в Университета штата Форт-Валли и получил предложение о стипендии, однако Куан решил сосредоточиться на рэпе, а также устроился на работу в близлежащем аэропорту. После потери работы связался с криминалом, из-за чего провёл в тюрьме 15 месяцев за кражу со взломом.

### Карьера

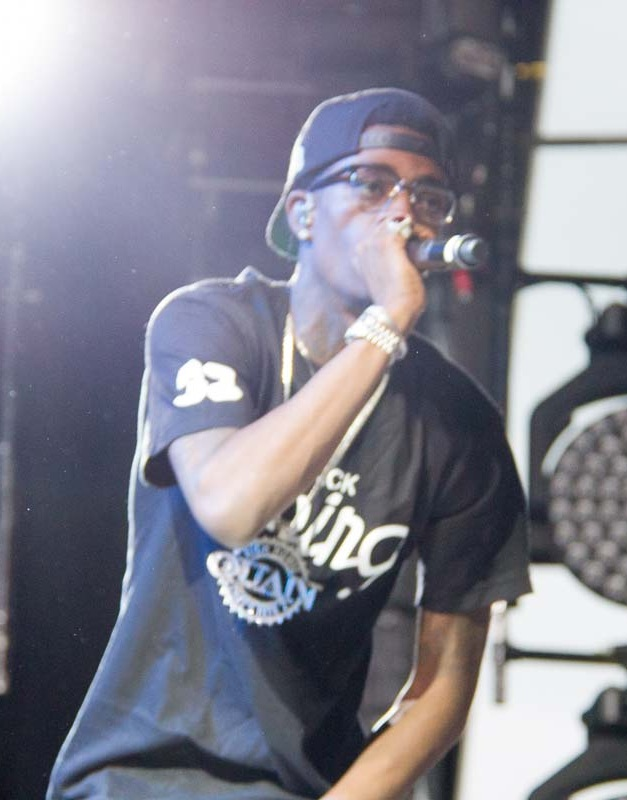
Рич Хоуми Куан в 2014 году

В 2012 году выпустил микстейп Still Going In. В 2013 году он отправился в тур вместе с Trinidad James. Также он поучаствовал в песнях «I Heard», «Can’t Trust Her» и «Chasin’ Paper» в альбоме Гуччи Мейна 2013 года «Trap House III. Его сингл «Type of Way» занял 50-е место в американском чарте Billboard Hot 100. Still Goin' In (Reloaded) замкнул десятку лучших микстейпов 2013 года по версии журнала Rolling Stone.
Куан принял гостевое участие в песне «My Nigga» рэпера Уай-Джи вместе с Янг Джизи; песня поднялась на 19-ю позицию в чарте Hot 100. Также Куан принял участие во втором студийном альбоме Ту Чейнза B.O.A.T.S. II: Me Time (трек «Extra»).
Релиз его второго микстейпа I Promise I’ll Never Stop Going In состоялся 26 ноября 2013 года. В поддержку был выпущен сингл «Walk Thru» при участии рэпера Problem. Футбольная команда 2013 Michigan State Spartans взяла «Type of Way» в качестве гимна.
6 мая 2014 года у Куана случилось два приступа на съемках видеоклипа на сингл «Walk Thru». По данным TMZ, он упал и «разбил себе голову». Сам Рич выступил в «Билборд» с заявлением, что обморок никак не связан с наркотическими веществами.

### Смерть
5 сентября 2024 года девушка Ламара Эмбер Уильямс позвонила диспетчеру службы 911 и сообщила, что утром он лежал на диване и не двигался; она подумала, что он спит, укрыла его одеялом и отвела сына в школу. Вернувшись, она проверила рэпера и, по её словам, не услышала сердцебиения и дыхания, а когда она его перевернула, то у него изо рта пошла пена. Рэпер умер в больнице Атланты в тот же день в возрасте 34 лет. Вскрытие было проведено 6 сентября. Судмедэксперт округа Фултон пришел к выводу, что Ламар умер от случайной передозировки после приема нескольких препаратов, включая фентанил, алпразолам, кодеин и прометазин.
4 октября того же года вышел посмертный альбом рэпера «Forever Goin In».

## Личная жизнь
У Куана три сына:
- Девин Д. Ламар (англ. Devin D. Lamar)
- Ройэл Р. Ламар (англ. Royal R. Lamar)
- Лайор Леонис (англ. Layòr Leonis)[25]

## Проблемы с законом
28 мая 2017 года Куан был арестован вместе с четырьмя другими после того, как полиция нашла в его автомобиле героин, марихуану, приспособления для употребления наркотиков, а также оружие. Куан был обвинён в хранении наркотиков с целью их распространения.

## Дискография

### Студийные альбомы
- 2018 — Rich As In Spirit

### Мини-альбомы
- 2015 — Summer Sampler

### Микстейпы
- 2012 — I Go In On Every Song
- 2012 — Still Goin In
- 2013 — Still Goin In (Reloaded)
- 2013 — I Promise I Will Never Stop Going In[англ.]
- 2014 — Rich Gang: Tha Tour Pt. 1[англ.] (с Birdman и Young Thug как Rich Gang)
- 2015 — If You Ever Think I Will Stop Goin’ In Ask Double R[англ.]
- 2015 — DTSpacely Made This
- 2015 — ABTA: Still Going In

## Награды и номинации
| Год  | Награда            | Результат | Номинант или номинированная работа   | Категория                |
| ---- | ------------------ | --------- | ------------------------------------ | ------------------------ |
| 2014 | BET Awards         | Номинация | Рич Хоуми Куан                       | Лучший новый исполнитель |
| 2014 | BET Hip Hop Awards | Номинация | Рич Хоуми Куан                       | Новичок года             |
| 2014 | BET Hip Hop Awards | Номинация | I Promise I Will Never Stop Going In | Лучший микстейп          |
| 2015 | BET Hip Hop Awards | Номинация | «Flex (Ooh, Ooh, Ooh)»               | Лучший клубный хит       |
| 2015 | BET Hip Hop Awards | Номинация | «Flex (Ooh, Ooh, Ooh)»               | Народный чемпион         |